# Fritzi Burger
Pour les articles homonymes, voir Burger.
Fritzi Burger (née le 6 juin 1910 à Vienne et morte le 16 février 1999 à Portland), est une patineuse artistique autrichienne. Elle a été médaillée d'argent olympique aux Jeux olympiques d'hiver de 1928 et aux Jeux olympiques d'hiver de 1932.

## Palmarès
| Compétition             | 1927 | 1928 | 1929 | 1930 | 1931 | 1932 | 1933 | 1934 |
| Jeux olympiques         |      | 2e   |      |      |      | 2e   |      |      |
| Championnats du monde   |      | 3e   | 2e   |      | 3e   | 2e   |      |      |
| Championnats d'Europe   |      |      |      | 1re  | 2e   | 2e   | 3e   |      |
| Championnats d'Autriche | 3e   | 1re  | 1re  | 1re  | 1re  | 2e   |      | 3e   |
| Légende : F = Forfait   |      |      |      |      |      |      |      |      |